# Secretaría de Guerra (Argentina)
La Secretaría de Guerra, creada en 1958 con dependencia del Ministerio de Defensa Nacional, tuvo con incumbencia todos los asuntos relacionados con el Ejército Argentino, la Gendarmería Nacional y la policía militar de su jurisdicción. Fue el despacho de las fuerzas terrestres bajo el ministerio de carácter civil aunque reportaba de forma directa al presidente de la República. Proponía los nombramientos y los grados de oficiales superiores y designaba aquellos que les correspondía hacer directamente. La reemplazó en sus funciones el Comando en Jefe del Ejército a fines de 1966.

## Historia
Conforme a la ley n.º 14.439/58, el presidente Arturo Frondizi resolvió crear tres secretarías militares con rango de secretaría de estado reemplazando los ministerios militares. Así, fue creado el Ministerio de Defensa de carácter civil (con casi nula autoridad) y los tres secretarios castrenses integraban el gabinete y trataban directamente con el presidente. A esta secretaría militar le incumbían todos los asuntos relacionados con el Ejército Argentino, la Gendarmería Nacional y la policía militar de jurisdicción (Art. 25).
La existencia de este organismo se caracterizó por sus constantes conflictos con el comandante en jefe del Ejército y con la propia fuerza terrestre, que muchas veces desconocía su autoridad. El presidente Frondizi tuvo que cambiar los titulares tres veces en el curso de 1959. El 1 de septiembre de 1959, el secretario de Guerra Elbio Carlos Anaya intentó relevar al comandante en jefe del Ejército Carlos Toranzo Montero. Un número de 14 generales se rebelaron y Anaya tuvo que rectificar y renunciar.
El teniente general Benjamín Rattenbach, quien fue titular de la cartera entre 1962 y 1963, escribió que el cargo de comandante en jefe del Ejército había aumentado de forma desmesurada durante la presidencia de Frondizi. Su gestión estuvo marcada por la falta de disciplina del comandante en jefe, general de división Juan Carlos Onganía, motivando la renuncia de Rattenbach en 1963.
El punto más grave llegó con el golpe de Estado de marzo de 1962. Fue arrestado el secretario de guerra, general de división Rosendo Fraga, por elementos del comando en jefe, al mando del teniente general Raúl Poggi.
La política era el nombramiento de secretarios de guerra más modernos que los comandantes en jefe. Cuando asumió el presidente de facto Juan Carlos Onganía, tendió la política de antigüedad determinando el cierre de las secretarías militares en 1966. Con la Ley Orgánica de Ministerios (n.º 16 956) del 23 de septiembre de 1966, se transfirieron las competencias de la Secretaría de Guerra al Comando en Jefe del Ejército.